# Mausolée du Báb
Ne doit pas être confondu avec Mausolée de Baháʼu'lláh.
Le mausolée du Báb est un édifice de Haïfa (Israël) où sont enterrés les restes de Bāb, fondateur du babisme et prédécesseur de la religion baha’ie.

## Historique
En 1921, c'est sous la houlette de Shoghi Effendi, arrière-petit-fils de Bahá'u'lláh, que sont achetés les terrains du Mont Carmel et est mis en route l'aménagement des jardins des Lieux saints. Il entreprend la construction du mausolée à coupole dorée qui va surmonter la tombe où voisinnent les restes du Báb, ramenés d'Iran, et ceux de son grand-père Abdu'l-Bahá. Le mausolée, entouré de jardins suspendus, est achevé en 1953.

## Signification
Le sanctuaire est entouré par neuf jardins en terrases concentriques arrivant au sommet du mont Carmel. C'est le siège international de la foi baha'ie.
Proche du mausolée se situe le siège de la Maison de Justice du Mont Carmel, avec ses marches, ses pilliers, son dôme, c'est une construction symbolique de la structure de la religion bahá'ie. Les marches correspondent aux Assemblées locales, les pilliers aux Assemblées nationales. Le dôme à la Maison de Justice, avec sa fonction de coordination, et de décision.

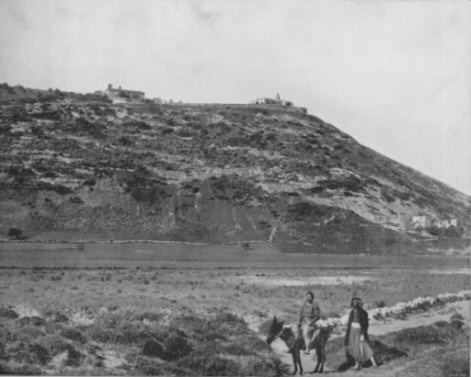
Mont Carmel en 1894
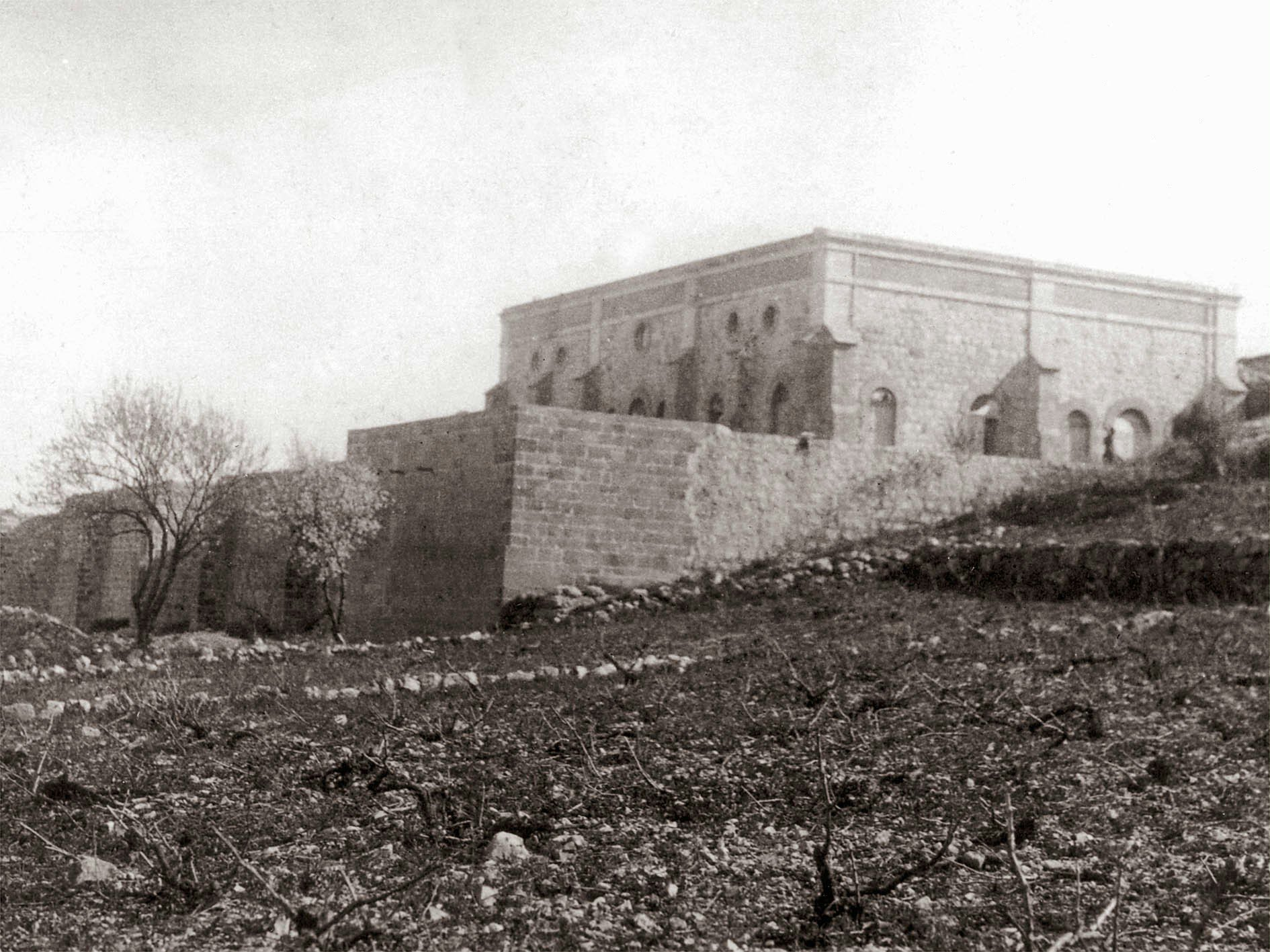
Mausolée du Báb en 1909
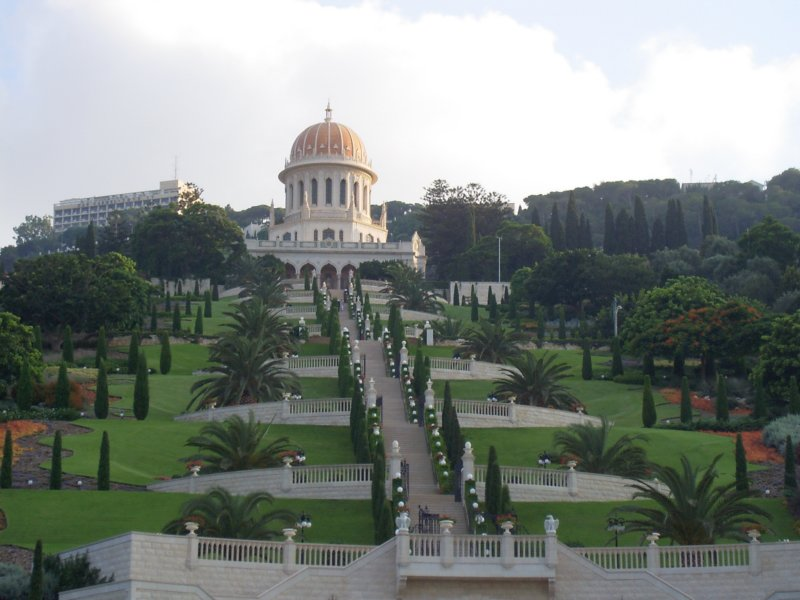
Mausolée du Báb en 2004